# Паркер, Синтия Энн
Си́нтия Энн Па́ркер (англ. Cynthia Ann Parker; ок. 1827 — 1870) — мать известного вождя команчей Куана Паркера, жительница Техаса шотландско-ирландского происхождения.

## Ранняя жизнь
Синтия Энн Паркер родилась в Иллинойсе, в округе Крофорд. Её родителями были Сайлас и Люси Паркер. Точная дата её рождения до сих пор неизвестна.
В 1834 году семья Паркеров перебралась в Техас и поселилась на реке Навасота, став первыми белыми поселенцами на этих землях. Паркеры построили несколько домов и обнесли их частоколом. Почва вокруг оказалась плодородной. Около тридцати мужчин, женщин и детей трудились не покладая рук. Небольшой посёлок был назван Форт Паркер.

## Бойня в форте Паркера
Столкновений с индейцами семейство Паркеров не имело, коренные обитатели этих мест не часто беспокоили белых поселенцев. Но ворота форта всегда оставались закрытыми и мужчины выходили наружу, имея при себе оружие.
Утром 19 мая 1836 года индейцы появились неожиданно. Военный отряд состоял из команчей, кайова, уичита и кэддо, более сотни всадников. Двое мужчин, одним из которых был Сайлас Паркер, отец Синтии, вышли навстречу воинам. Разговор между белыми и индейцами продлился не долго — убив обоих мужчин, всадники ворвались в форт. Люси Паркер с четырьмя детьми удалось сбежать из форта, но индейцы нагнали беглецов. В этот момент появились вооружённые мужчины, работавшие на кукурузном поле, которые бросились на помощь Люси Паркер. Двоих детей и саму Люси удалось отбить, но девятилетнюю Синтию и её шестилетнего брата Джона похитили индейцы.

## Жизнь у команчей
После похищения Синтия Паркер оказалась у команчей. Индейцы дали ей имя Надуа, что означает Найдёныш или, по другим сведениям, Она Грациозна. Со временем команчи стали относиться к Синтии с уважением как к равной. Её мужем стал Пета Нокона, известный воин, впоследствии ставший вождём команчей. Полигамия была у команчей обычным явлением, и чем богаче и известней был воин, тем больше имел жён. Но Пета Нокона не привёл в своё типи другую женщину — Синтия всегда была его единственной женой. Она прожила с команчами почти 25 лет и родила троих детей, одним из которых был Куана Паркер, ставший после смерти своего отца известным вождём команчей.

## Возвращение
В декабре 1860 года техасские рейнджеры напали на лагерь команчей Ноконы на реке Пис. Воинов в нём не оказалось, были лишь женщины, заготавливавшие бизонье мясо, и около двадцати пленников-мексиканцев. Командовал рейнджерами Лоуренс Салливан Росс. Впоследствии эта победа над двумя десятками мексиканцев принесла ему славу и помогла в борьбе за кресло губернатора Техаса. Саму Синтию лишь чудом не пристрелили, в последний момент один из рейнджеров заметил, что она белая женщина с голубыми глазами. Позже пленницу опознал один из родственников. Вместе с Синтией из лагеря забрали её маленькую дочь Топсанну.
Пета Нокона погиб через несколько лет после захвата Синтии. До конца своей жизни он скорбел об утрате любимой жены.

## Последние годы жизни
Власти штата Техас выделили Синтии Паркер пенсию в размере 100 долларов в год на пять лет и участок земли в 4400 акров. В столице штата, городе Остине, в честь возвращения Синтии была устроена красочная церемония. Её родственники пытались сделать всё возможное, чтобы она была счастлива, но она умоляла отпустить её к команчам. Она быстро научилась говорить по-английски, шила, вязала, готовила пищу. Три раза Синтия пыталась сбежать, но её возвращали.
В 1864 году от пневмонии умерла её маленькая дочь Топсанна. Разбитая горем женщина окончательно пала духом, отказывалась от еды. Она умерла в 1870 году и была похоронена в округе Хендерсон.
В июле 1909 года Куана Паркер, ставший к тому времени известным и уважаемым бизнесменом, написал губернатору Техаса письмо с просьбой помочь в переносе останков матери и Топсанны в Оклахому, в резервацию команчей. Губернатор согласился, а Конгресс США даже выделил деньги на перезахоронение. В декабре 1910 года останки Синтии Паркер и её дочери Топсанны перезахоронили в резервации, недалеко от дома сына. Сам Куана Паркер умер через два месяца и был похоронен рядом с матерью.

## В искусстве
Считается, что в основе романа Алана Ле Мэя и снятого по нему фильма «Искатели» (1956) лежит история Паркер. В фильме команчи похищают дочь техасского фермера, которую играют Натали Вуд и Лана Вуд.
Паркер послужила прототипом Стоящей С Кулаком — героини фильма «Танцующий с волками» (1990). Стоящая С Кулаком — белая женщина, которая живёт с индейцами и становится женой главного героя.
Так же в романе Лэрри Макмуртри «Луна команчей» есть сцена с освобождением голубоглазой женщины из лагеря команчей, сын которой стал предводителем группы команчей. Автор явно описывает эпизод из жизни С. Паркер.